# François de Joyeuse
François de Joyeuse (Carcassonne, 24 giugno 1562 – Avignone, 23 agosto 1615) è stato un cardinale e arcivescovo cattolico francese.

## Biografia

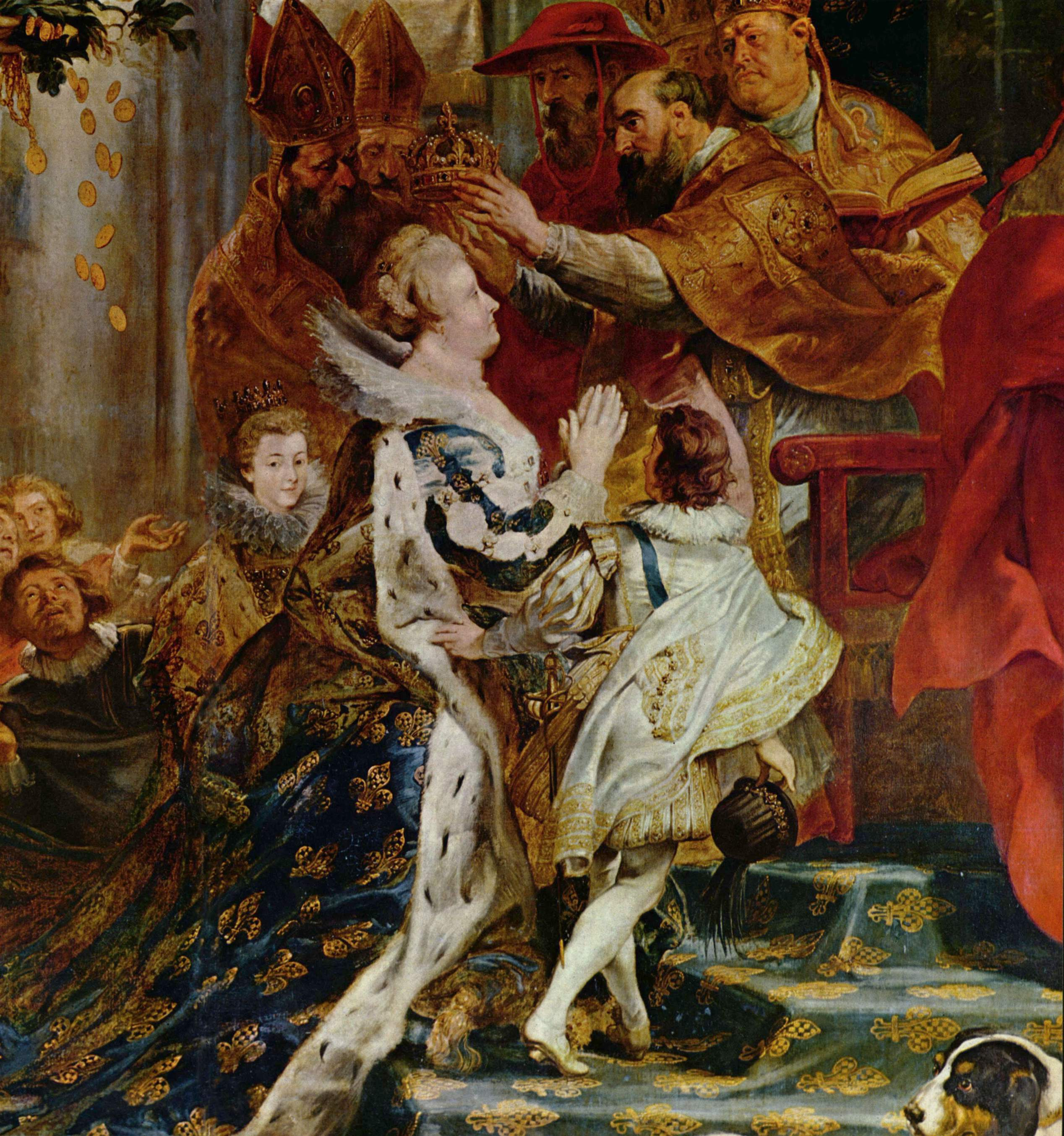
François de Joyeuse mentre incorona Maria de' Medici nel 1610, dipinto da Peter Paul Rubens

Era il secondo figlio di Guillaume de Joyeuse e Marie Éléonore de Batarnay.
Era fratello del duca Anne de Joyeuse e del Maresciallo di Francia e monaco cappuccino Enrico di Joyeuse. Alla morte dei fratelli egli stesso divenne duca di Joyeuse.
Papa Gregorio XIII lo elevò al rango di cardinale nel concistoro del 12 dicembre 1583, con il titolo di cardinale presbitero di San Silvestro in Capite.
Nel 1587 ebbe in commendam il titolo di abate dell'abbazia di Saint-Sernin, titolo che tenne fino alla morte.
Nel 1604 divenne cardinale vescovo di Sabina e nel 1611 assunse la carica di decano del Sacro Collegio, che mantenne fino alla morte.

## Conclavi
Nei suoi 31 anni di cardinalato il Joyeuse ha partecipato a quattro conclavi:
- conclave del 1591, che elesse papa Innocenzo IX;
- conclave del 1592, che elesse papa Clemente VIII;
- conclave del marzo 1605, che elesse papa Leone XI;
- conclave del maggio 1605, che elesse papa Paolo V.

Fu assente invece ai due conclave del 1590 che elessero rispettivamente Urbano VII e Gregorio XIV

## Successione apostolica
La successione apostolica è:
- Vescovo Jérôme Hennequin (1587)
- Vescovo Pierre de Donnauld, O.S.B. (1587)
- Vescovo Pierre Le Saulnier, O.S.B. (1588)
- Vescovo Cyrus de Thiard de Bissy (1594)
- Vescovo Onorato Lascaris, C.R.S. (1594)
- Cardinale Jacques du Perron (1595)
- Vescovo François de Donadieu (1599)
- Vescovo Léger de Plas, O.S.B. (1599)
- Cardinale François d'Escoubleau de Sourdis (1599)
- Vescovo Gaspard Dinet (1600)
- Arcivescovo Louis de Vervins, O.P. (1600)
- Vescovo Jean Raymond (1602)
- Vescovo Gabriel de L'Aubespine (1604)
- Vescovo Antoine de Coues (1604)
- Vescovo Octave Isnard (1605)
- Vescovo Guillaume Le Gouverneur (1611)
- Arcivescovo François de Harlay de Champvallon (1614)